# Wybory prezydenckie w Timorze Wschodnim w 2002 roku
Wybory prezydenckie w Timorze Wschodnim odbyły się 14 kwietnia 2002. Były to pierwsze wybory prezydenckie w tym kraju. Swoich obserwatorów na wybory wysłały Australia i Unia Europejska.
W wyborach startowało dwóch kandydatów: Xanana Gusmão i Francisco Xavier do Amaral.
W wyborach zagłosowało 378 548 osób, z których 13 768 oddało głos nieważny.

## Wyniki
Na podstawie:
| Kandydat                   | Liczba głosów | % głosów |
| -------------------------- | ------------- | -------- |
| Xanana Gusmão              | 301 634       | 82,69%   |
| Francisco Xavier do Amaral | 63 146        | 17,31%   |
| Razem                      | 364 780       | 100%     |
| Frekwencja                 | 86,2%         | 86,2%    |